# IV (álbum de Godsmack)
IV es el cuarto álbum de estudio de la banda estadounidense de heavy metal Godsmack, lanzado al mercado el 25 de abril de 2006. Es el primer álbum de la banda en ser producido por Andy Johns.

## Grabación y temática
Según Sully Erna: "Esta es la primera vez que he sido realmente honesto, diciendo la verdad sobre situaciones reales". "En el pasado siempre estaba apuntando con el dedo, o a mí mismo o a otro, pero me he sincerado conmigo mismo y con la gente a la que ahora puedo querer y de los que me preocupo. El álbum trata sobre la luz al final del túnel, saliéndome de ese desánimo, reconociendo las partes oscuras de nuestras vidas, pero comprometiéndome a buscar una salida".
Junto al legendario ingeniero Andy Johns, quien ha trabajado con Led Zeppelin en "Stairway to Heaven" y "When the Levee Breaks", además de en álbumes de Rolling Stones y Van Halen, Godsmack da un paso adelante en su música.
El álbum se grabó en los estudios Spiral Recording de Los Ángeles, y por primera vez Godsmack puso grabar y componer IV sin estar de gira y sin prisas. Compusieron 35 pistas, de las cuales grabaron 17 y escogieron las mejores para el álbnum.

## Ventas
IV vendió 211 000 copias en Estados Unidos en su primera semana, debutando en el puesto número uno de la lista de álbumes Billboard 200. La cifra es un poco inferior a las 267 000 que vendió Godsmack de su tercer álbum de estudio, Faceless, en abril de 2003, y las 256 000 que vendieron en la primera semana de ponerse a la venta Awake de 2000.

## El título
El título minimalista de "IV" viene dado, no solo por ser el cuarto álbum de estudio de la banda, sino también por unas bromas internas, como explican Larkin y Erna:

Tenemos un tipo de seguridad, un tipo grande y duro llamado J.C. Es de Boston. Y en Boston dicen "fou". En realidad es que no usan la "R". No es "four", es "fou". Estaba por ahí entre bastidores y cuando pasaba alguna chica la puntuaba del uno al diez. Pero si no era un diez, no había ni uno, ni dos, ni tres, ni cinco. Siempre era un cuatro o un diez. Se le ocurrían cosas de lo más graciosas. A veces, simplemente mostraba cuatro dedos y todos nos reíamos. Y después ocurrió lo más gracioso: un tipo pasó con una chica en cada brazo y dice '¡Hey, tío, dos cuatros no hacen un ocho!' Así que cuando llegó el momento, era nuestro cuarto álbum de larga duración, y todo el mundo decía, "Fou!" Y nosotros, "Eso es". No tratamos de batir ningún récord de originalidad. Soy consciente de que existen Led Zeppelin IV, Foreigner IV, un millón de IV. Simplemente pensamos que encajaba.

## Lista de canciones
| N.º | Título                                     | Escritor(es) | Duración |  |
| 1.  | «Livin' in Sin»                            |              | 4:39     |  |
| 2.  | «Speak (diálogo de John Kosco de Dropbox)» |              | 3:57     |  |
| 3.  | «The Enemy»                                |              | 4:07     |  |
| 4.  | «Shine Down»                               |              | 5:01     |  |
| 5.  | «Hollow Feat. Lisa Guyer»                  |              | 4:32     |  |
| 6.  | «No Rest for the Wicked»                   |              | 4:37     |  |
| 7.  | «Bleeding Me»                              |              | 3:37     |  |
| 8.  | «Voodoo Too»                               |              | 5:26     |  |
| 9.  | «Temptation»                               |              | 4:06     |  |
| 10. | «Mama»                                     |              | 5:14     |  |
| 11. | «One Rainy Day»                            |              | 7:21     |  |

### Pistas adicionales
| N.º | Título                          | Duración |  |
| 1.  | «I Stand Alone (Live) (iTunes)» |          |  |
| 2.  | «Safe and Sound (Best Buy)»     | 4:20     |  |
| 3.  | «I Thought (Target)»            | 4:14     |  |

## Personal

### Godsmack
- Sully Erna - guitarra rítmica, voz, productor
- Tony Rombola - guitarra líder, coros
- Robbie Merrill - bajo
- Shannon Larkin - batería, percusión

### Otros
- P.R. Brown - Diseño
- Kent Hertz - Ingeniero, edición digital
- Andy Johns - Productor, ingeniero, mezclador
- Clay Patrick McBride - fotografía
- Dave Schultz - Masterización
- Kevin Sheehy - Asistente personal
- Doug Strub - Ingeniero